# عمودية (زنجبار)

تعديل مصدري - تعديل

عمودية هي إحدى قرى عزلة زنجبار بمديرية زنجبار التابعة لمحافظة أبين، بلغ تعداد سكانها 1587 نسمة حسب تعداد اليمن لعام 2004.